# Jugoszláv labdarúgó-bajnokság (első osztály)
A Jugoszláv labdarúgó-bajnokság (Horvát nyelven: Prva nogometna liga; Szerb nyelven: Прва лига у фудбалу) volt a jugoszláv labdarúgó-bajnokságok legfelsőbb osztályának elnevezése a Jugoszláv Királyságban és a Jugoszláv Szocialista Szövetségi Köztársaságban. Az elnevezés megmaradt az 1991 és 2003 között fennálló Jugoszláv Szövetségi Köztársaság idején is, végül Szerbia és Montenegró államalakulat létrejöttével szűnt meg végleg.
A Jugoszláv labdarúgó-bajnokság volt az egyik nemzeti megmérettetés labdarúgásban, a másik a Jugoszláv-kupa volt.

## Jugoszláv Királyság (1923–1940)
Az első labdarúgó-megmérettetést a Jugoszláv Királyságban ill. Szerb-Horvát-Szlovén Királyságban 1923-ban rendezték. Az első 4 év kupa-formátumban zajlott, míg az első körmérkőzéses összecsapásokat 1927-től vezették be. 1927 és 1940 között 17 bajnoki évadot rendeztek, amelyet horvátországi csapatok, a (Građanski Zagreb, Concordia Zagreb, HAŠK Zagreb és Hajduk Split), valamint szerbiai (BSK Beograd és Jugoslavija Beograd) nyertek meg.
A bajnokságot először a horvát elnevezésű Nogometni Savez Jugoslavije (Jugoszláv labdarúgó-szövetség) irányította, amelyet 1919-ben alapítottak Zágrábban, és amely később a zágrábi és belgrádi tagszövetség vitája miatt 1929-ben feloszlott.
Ennek következtében 1930 májusában a Szövetséget Belgrádba költöztették, amely megkapta szerb elnevezését a Fudbalski Savez Jugoslavije-t. Ettől kezdve ez a szövetség irányította a bajnokságot egészen annak II. világháború miatti félbeszakadásáig.

### Bajnokok és gólkirályok
| Szezon  | Formátum                                                                         | Bajnok                                                                           | Ezüstérmes                                                                       | Gólkirály(ok)                                                                    | Gólok                                                                            |                                                                                  |
| ------- | -------------------------------------------------------------------------------- | -------------------------------------------------------------------------------- | -------------------------------------------------------------------------------- | -------------------------------------------------------------------------------- | -------------------------------------------------------------------------------- | -------------------------------------------------------------------------------- |
| 1923    | Kupa-formátum (Körmérkőzés; 6 csapat)                                            | Građanski Zagreb                                                                 | SAŠK Sarajevo                                                                    | Dragan Jovanović (Jugoslavija Beograd)                                           | 4                                                                                |                                                                                  |
| 1924    | Kupa-formátum (Körmérkőzés; 7 csapat)                                            | Jugoslavija Beograd                                                              | Hajduk Split                                                                     | Dragan Jovanović (Jugoslavija Beograd)                                           | 6                                                                                |                                                                                  |
| 1925    | Kupa-formátum (Körmérkőzés; 7 csapat)                                            | Jugoslavija Beograd                                                              | Građanski Zagreb                                                                 | Dragan Jovanović (Jugoslavija Beograd)                                           | 4                                                                                |                                                                                  |
| 1926    | Kupa-formátum (Körmérkőzés; 7 csapat)                                            | Građanski Zagreb                                                                 | Jugoslavija Beograd                                                              | Dušan Petković (Jugoslavija Beograd)                                             | 4                                                                                |                                                                                  |
| 1927    | Bajnokság (Körmérkőzés; 6 csapat)                                                | Hajduk Split                                                                     | BSK Beograd                                                                      | Kuzman Sotirović (BSK Beograd)                                                   | 6                                                                                |                                                                                  |
| 1928    | Bajnokság {Körmérkőzés; 6 csapat)                                                | Građanski Zagreb                                                                 | Hajduk Split                                                                     | Ljubo Benčić (Hajduk Split)                                                      | 8                                                                                |                                                                                  |
| 1929    | Bajnokság (oda-visszavágó; 5 csapat)                                             | Hajduk Split                                                                     | BSK Beograd                                                                      | Đorđe Vujadinović (BSK Beograd)                                                  | 10                                                                               |                                                                                  |
| 1930    | Bajnokság (oda-visszavágó; 6 csapat)                                             | Concordia Zagreb                                                                 | Jugoslavija Beograd                                                              | Blagoje Marjanović (BSK Beograd)                                                 | 10                                                                               |                                                                                  |
| 1930–31 | Bajnokság (oda-visszavágó; 6 csapat)                                             | BSK Beograd                                                                      | Concordia Zagreb                                                                 | Đorđe Vujadinović (BSK Beograd)                                                  | 12                                                                               |                                                                                  |
| 1931–32 | Kupa-formátum (oda-visszavágó; 8 csapat)                                         | Concordia Zagreb                                                                 | Hajduk Split                                                                     | Svetislav Valjarević (Concordia Zagreb)                                          | 10                                                                               |                                                                                  |
| 1932–33 | Bajnokság (oda-visszavágó; 11 csapat)                                            | BSK Beograd                                                                      | Hajduk Split                                                                     | Vladimir Kragić (Hajduk Split)                                                   | 21                                                                               |                                                                                  |
| 1933–34 | Nem tartották meg az I. Sándor jugoszláv király ellen elkövetett merénylet miatt | Nem tartották meg az I. Sándor jugoszláv király ellen elkövetett merénylet miatt | Nem tartották meg az I. Sándor jugoszláv király ellen elkövetett merénylet miatt | Nem tartották meg az I. Sándor jugoszláv király ellen elkövetett merénylet miatt | Nem tartották meg az I. Sándor jugoszláv király ellen elkövetett merénylet miatt | Nem tartották meg az I. Sándor jugoszláv király ellen elkövetett merénylet miatt |
| 1934–35 | Bajnokság (oda-visszavágó; 10 csapat)                                            | BSK Beograd                                                                      | Jugoslavija Beograd                                                              | Leo Lemešić (Hajduk Split)                                                       | 18                                                                               |                                                                                  |
| 1935–36 | Kupa-formátum (oda-visszavágó; 14 csapat)                                        | BSK Beograd                                                                      | Slavija Sarajevo                                                                 | Blagoje Marjanović (BSK Beograd)                                                 | 5                                                                                |                                                                                  |
| 1936–37 | Bajnokság (oda-visszavágó; 10 csapat)                                            | Građanski Zagreb                                                                 | Hajduk Split                                                                     | Blagoje Marjanović (BSK Beograd)                                                 | 21                                                                               |                                                                                  |
| 1937–38 | Bajnokság (oda-visszavágó; 10 csapat)                                            | HAŠK Zagreb                                                                      | BSK Beograd                                                                      | August Lešnik (Građanski Zagreb)                                                 | 17                                                                               |                                                                                  |
| 1938–39 | Bajnokság (oda-visszavágó; 12 csapat)                                            | BSK Beograd                                                                      | Građanski Zagreb                                                                 | August Lešnik (Građanski Zagreb)                                                 | 22                                                                               |                                                                                  |
| 1939–40 | Bajnokság (oda-visszavágó; 6 csapat)                                             | Građanski Zagreb                                                                 | BSK Beograd                                                                      | Svetislav Glišović (BSK Beograd)                                                 | 10                                                                               |                                                                                  |

### Klubok szerint
| # | Klub                | Bajnok | Ezüstérmes |
| - | ------------------- | ------ | ---------- |
| 1 | BSK Beograd         | 5      | 4          |
| 2 | Građanski Zagreb    | 5      | 2          |
| 3 | Hajduk Split        | 2      | 5          |
| 4 | Jugoslavija Beograd | 2      | 3          |
| 5 | Concordia Zagreb    | 2      | 1          |
| 6 | HAŠK Zagreb         | 1      | 0          |
| 7 | Slavija Sarajevo    | 0      | 1          |
| 8 | SAŠK Sarajevo       | 0      | 1          |

## Jugoszláv Szocialista Szövetségi Köztársaság (1945–1992)

### Bajnokok és gólkirályok
| Szezon   | Bajnok                           | Ezüstérmes           | Bronzérmes                        | Gólkirály(ok)                                                                                | Gólok |
| -------- | -------------------------------- | -------------------- | --------------------------------- | -------------------------------------------------------------------------------------------- | ----- |
| 1945 [a] | Szerb Szocialista Tagköztársaság | JNA                  | Horvát Szocialista Tagköztársaság | Stjepan Bobek (JNA)                                                                          | 8     |
| 1946–47  | Partizan Belgrade                | Dinamo Zagreb        | Crvena Zvezda                     | Franjo Wölfl (Dinamo Zagreb)                                                                 | 28    |
| 1947–48  | Dinamo Zagreb                    | Hajduk Split         | Partizan Belgrade                 | Franjo Wölfl (Dinamo Zagreb)                                                                 | 22    |
| 1948–49  | Partizan Belgrade                | Crvena Zvezda        | Hajduk Split                      | Frane Matošić (Hajduk Split)                                                                 | 17    |
| 1950     | Hajduk Split                     | Crvena Zvezda        | Partizan Belgrade                 | Marko Valok (Partizan Belgrade)                                                              | 17    |
| 1951     | Crvena Zvezda                    | Dinamo Zagreb        | Hajduk Split                      | Kosta Tomašević (Crvena Zvezda)                                                              | 16    |
| 1952     | Hajduk Split                     | Crvena Zvezda        | Lokomotiva Zagreb                 | Stanoje Jocić (BSK Belgrade)                                                                 | 13    |
| 1952–53  | Crvena Zvezda                    | Hajduk Split         | Partizan Belgrade                 | Todor Živanović (Crvena Zvezda)                                                              | 17    |
| 1953–54  | Dinamo Zagreb                    | Partizan Belgrade    | Crvena Zvezda                     | Stjepan Bobek (Partizan Belgrade)                                                            | 21    |
| 1954–55  | Hajduk Split                     | BSK Belgrade         | Dinamo Zagreb                     | Predrag Marković (BSK Belgrade) Kosta Tomašević (Crvena Zvezda) Bernard Vukas (Hajduk Split) | 20    |
| 1955–56  | Crvena Zvezda                    | Partizan Belgrade    | Radnički Belgrade                 | Muhamed Mujić (Velež Mostar) Tihomir Ognjanov (Crvena Zvezda) Todor Veselinović (Vojvodina)  | 21    |
| 1956–57  | Crvena Zvezda                    | Vojvodina            | Hajduk Split                      | Todor Veselinović (Vojvodina)                                                                | 28    |
| 1957–58  | Dinamo Zagreb                    | Partizan Belgrade    | Radnički Belgrade                 | Todor Veselinović (Vojvodina)                                                                | 19    |
| 1958–59  | Crvena Zvezda                    | Partizan Belgrade    | Vojvodina                         | Bora Kostić (Crvena Zvezda)                                                                  | 25    |
| 1959–60  | Crvena Zvezda                    | Dinamo Zagreb        | Partizan Belgrade                 | Bora Kostić (Crvena Zvezda)                                                                  | 19    |
| 1960–61  | Partizan Belgrade                | Crvena Zvezda        | Hajduk Split                      | Zoran Prljinčević (Radnički Belgrade) Todor Veselinović (Vojvodina)                          | 16    |
| 1961–62  | Partizan Belgrade                | Vojvodina            | Dinamo Zagreb                     | Dražan Jerković (Dinamo Zagreb)                                                              | 16    |
| 1962–63  | Partizan Belgrade                | Dinamo Zagreb        | Željezničar Sarajevo              | Drago "Mišo" Smajlović (Željezničar Sarajevo)                                                | 18    |
| 1963–64  | Crvena Zvezda                    | OFK Belgrade         | Dinamo Zagreb                     | Asim Ferhatović (FK Sarajevo)                                                                | 19    |
| 1964–65  | Partizan Belgrade                | FK Sarajevo          | Crvena Zvezda                     | Zlatko Dračić (NK Zagreb)                                                                    | 23    |
| 1965–66  | Vojvodina                        | Dinamo Zagreb        | Velež Mostar                      | Petar Nadoveza (Hajduk Split)                                                                | 21    |
| 1966–67  | FK Sarajevo                      | Dinamo Zagreb        | Partizan Belgrade                 | Mustafa Hasanagić (Partizan Belgrade)                                                        | 18    |
| 1967–68  | Crvena Zvezda                    | Partizan Belgrade    | Dinamo Zagreb                     | Slobodan Santrač (OFK Belgrade)                                                              | 22    |
| 1968–69  | Crvena Zvezda                    | Dinamo Zagreb        | Partizan Belgrade                 | Vojin Lazarević (Crvena Zvezda)                                                              | 22    |
| 1969–70  | Crvena Zvezda                    | Partizan Belgrade    | Velež Mostar                      | Slobodan Santrač (OFK Belgrade) Dušan Bajević (Velež Mostar)                                 | 20    |
| 1970–71  | Hajduk Split                     | Željezničar Sarajevo | Dinamo Zagreb                     | Petar Nadoveza (Hajduk Split) Božo Janković (Željezničar Sarajevo)                           | 20    |
| 1971–72  | Željezničar Sarajevo             | Crvena Zvezda        | OFK Belgrade                      | Slobodan Santrač (OFK Belgrade)                                                              | 33    |
| 1972–73  | Crvena Zvezda                    | Velež Mostar         | OFK Belgrade                      | Slobodan Santrač (OFK Belgrade) Vojin Lazarević (Crvena Zvezda)                              | 25    |
| 1973–74  | Hajduk Split                     | Velež Mostar         | Crvena Zvezda                     | Danilo Popivoda (Olimpija Ljubljana)                                                         | 17    |
| 1974–75  | Hajduk Split                     | Vojvodina            | Crvena Zvezda                     | Dušan Savić (Crvena Zvezda) Borivoje Đorđević (Partizan Belgrade)                            | 20    |
| 1975–76  | Partizan Belgrade                | Hajduk Split         | Dinamo Zagreb                     | Nenad Bjeković (Partizan Belgrade)                                                           | 24    |
| 1976–77  | Crvena Zvezda                    | Dinamo Zagreb        | Sloboda Tuzla                     | Zoran Filipović (Crvena Zvezda)                                                              | 21    |
| 1977–78  | Partizan Belgrade                | Crvena Zvezda        | Hajduk Split                      | Radomir Savić (FK Sarajevo)                                                                  | 21    |
| 1978–79  | Hajduk Split                     | Dinamo Zagreb        | Crvena Zvezda                     | Dušan Savić (Crvena Zvezda)                                                                  | 24    |
| 1979–80  | Crvena Zvezda                    | FK Sarajevo          | Radnički Niš                      | Safet Sušić (FK Sarajevo) Dragoljub Kostić (Napredak Kruševac)                               | 17    |
| 1980–81  | Crvena Zvezda                    | Hajduk Split         | Radnički Niš                      | Milan Radović (Rijeka)                                                                       | 26    |
| 1981–82  | Dinamo Zagreb                    | Crvena Zvezda        | Hajduk Split                      | Snješko Cerin (Dinamo Zagreb)                                                                | 19    |
| 1982–83  | Partizan Belgrade                | Hajduk Split         | Dinamo Zagreb                     | Sulejman Halilović (Dinamo Vinkovci)                                                         | 18    |
| 1983–84  | Crvena Zvezda                    | Partizan Belgrade    | Željezničar Sarajevo              | Darko Pancsev (Vardar Skopje)                                                                | 19    |
| 1984–85  | FK Sarajevo                      | Hajduk Split         | Partizan Belgrade                 | Zlatko Vujović (Hajduk Split)                                                                | 25    |
| 1985–86  | Partizan Belgrade                | Crvena Zvezda        | Velež Mostar                      | Davor Čop (Dinamo Vinkovci)                                                                  | 20    |
| 1986–87  | Partizan Belgrade                | Velež Mostar         | Crvena Zvezda                     | Radmilo Mihajlović (Željezničar Sarajevo)                                                    | 23    |
| 1987–88  | Crvena Zvezda                    | Partizan Belgrade    | Velež Mostar                      | Duško Milinković (Rad Belgrade)                                                              | 16    |
| 1988–89  | Vojvodina                        | Crvena Zvezda        | Hajduk Split                      | Davor Šuker (NK Osijek)                                                                      | 18    |
| 1989–90  | Crvena Zvezda                    | Dinamo Zagreb        | Hajduk Split                      | Darko Pancsev (Crvena Zvezda)                                                                | 25    |
| 1990–91  | Crvena Zvezda                    | Dinamo Zagreb        | Partizan Belgrade                 | Darko Pancsev (Crvena Zvezda)                                                                | 34    |
| 1991–92  | Crvena Zvezda                    | Partizan Belgrade    | Vojvodina                         | Darko Pancsev (Crvena Zvezda)                                                                | 25    |

- ↑ a:  1945-ben egy rendhagyó bajnokságot rendeztek a jugoszláv egység megerősítése érdekében. A bajnokság 8 csapatból állt; a Szerb Szocialista tagköztársaságból, Horvát Szocialista tagköztársaságból, Macedón Szocialista tagköztársaságból, Vajdaság Autonóm Tartományból, Szlovén Szocialista tagköztársaságból, Montenegró Szocialista tagköztársaságból, Bosznia és Hercegovina Szocialista tagköztársaságból és a Jugoszláv Néphadsereg válogatott játékosaiból.

### Bajnoki címek klub szerint
| # | Klub               | Bajnoki címek | Szezonok |
| - | ------------------ | ------------- | --- |
| 1 | Crvena Zvezda      | 19            | 1951, 1952–53, 1955–56, 1956–57, 1958–59, 1959-60, 1963–64, 1967–68, 1968–69, 1969–70, 1972–73, 1976–77, 1979–80, 1980–81, 1983–84, 1987–88, 1989–90, 1990–91, 1991–92 |
| 2 | FK Partizan        | 11            | 1946–47, 1948–49, 1960–61, 1961–62, 1962–63, 1964–65, 1975–76, 1977–78, 1982–83, 1985–86, 1986–87                                                                      |
| 3 | Hajduk Split       | 7             | 1950, 1952, 1954-55, 1970-71, 1973-74, 1974-75, 1978-79 |
| 4 | Dinamo Zagreb      | 4             | 1947-48, 1953-54, 1957-58, 1981-82 |
| 5 | FK Sarajevo        | 2             | 1966-67, 1984-85 |
| 5 | Vojvodina Novi Sad | 2             | 1965-66, 1988-89 |
| 7 | Željezničar        | 1             | 1971-72 |

### Klubok/tagköztársaságok szerinti szereplések
| #   | Klub               | Jugoszlávia tagköztársasága | Bajnok | Ezüstérmes | Bronzérmes |
| --- | ------------------ | --------------------------- | ------ | ---------- | ---------- |
| 1   | Crvena Zvezda      | Szerbia                     | 19     | 9          | 7          |
| 2   | FK Partizan        | Szerbia                     | 11     | 9          | 8          |
| 3   | Hajduk Split       | Horvátország                | 7      | 6          | 8          |
| 4   | Dinamo Zagreb      | Horvátország                | 4      | 11         | 7          |
| 5   | Vojvodina Novi Sad | Szerbia                     | 2      | 3          | 2          |
| 6   | FK Sarajevo        | Bosznia-Hercegovina         | 2      | 2          | 0          |
| 7   | Željezničar        | Bosznia-Hercegovina         | 1      | 1          | 2          |
| 8   | Velež Mostar       | Bosznia-Hercegovina         | 0      | 3          | 4          |
| 9   | OFK Beograd*       | Szerbia                     | 0      | 2          | 2          |
| =10 | Radnički Beograd   | Szerbia                     | 0      | 0          | 2          |
| =10 | Radnički Niš       | Szerbia                     | 0      | 0          | 2          |
| =12 | Lokomotiva Zagreb  | Horvátország                | 0      | 0          | 1          |
| =12 | Sloboda Tuzla      | Bosznia-Hercegovina         | 0      | 0          | 1          |

*Korábbi neve BSK Beograd

### Mindenkori góllövőlista
Teljes lista azon játékosokról, akik 100 vagy annál több gólt lőttek az 1946 és 1992 között fennálló Jugoszláv Szocialista Szövetségi Köztársaság bajnokságában.
Forrás: RSSSF; Utoljára frissítve 2007. december 14.
| #  | Név               | Gólok száma | Klubok                                   | Bajnoki karrier      |
| -- | ----------------- | ----------- | ---------------------------------------- | -------------------- |
| 1  | Slobodan Santrač  | 218         | OFK Beograd, Partizan Belgrade, Galenika |                      |
| 2  | Darko Pancsev     | 169         | Vardar, Crvena Zvezda                    | 1982–1992            |
| 3  | Dušan Bajević     | 166         | Velež Mostar                             | 1966–1977, 1981–1983 |
| 4  | Bora Kostić       | 158         | Crvena Zvezda                            |                      |
| 5  | Frane Matošić     | 149         | Hajduk Split                             | 1946–1953            |
| 6  | Todor Veselinović | 145         | Vojvodina                                | 1951–1961            |
| =7 | Stjepan Bobek     | 129         | Partizan Belgrade                        | 1946–1956            |
| =7 | Zoran Prljinčević | 129         | Radnički Beograd, Crvena Zvezda          |                      |
| 9  | Dušan Savić       | 120         | Crvena Zvezda                            | 1973–1982            |
| 10 | Dragan Džajić     | 113         | Crvena Zvezda                            | 1961–1975            |
| 11 | Vojin Lazarević   | 112         | Sutjeska, Crvena Zvezda                  | 1962–1970, 1972–1974 |
| 12 | Josip Bukal       | 111         | Željezničar                              | 1963–1973, 1977–1978 |
| 13 | Petar Nadoveza    | 108         | Hajduk Split                             | 1963–1973            |
| 14 | Kosta Tomašević   | 105         | Crvena Zvezda, Spartak Subotica          | 1946–1956            |
| 15 | Vahid Halilhodžić | 104         | Velež Mostar                             | 1972–1981            |
| 16 | Snješko Cerin     | 103         | Dinamo Zagreb                            |                      |
| 17 | Petar Nikezić     | 102         | Vojvodina, Osijek                        | 1967–1978, 1979–1982 |
| 18 | Zlatko Vujović    | 100         | Hajduk Split                             | 1977–1986            |

### Híresebb csapatok
A jugoszláv első-osztály igencsak sok klubot felvonultatott története során, azonban mégis volt néhány kiemelkedő csapat, főleg a nagyobb városokból. A legfontosabbak:
| Bosznia-Hercegovina - Borac, Banja Luka - Čelik, Zenica - FK Sarajevo, Szarajevó - Slavija, Szarajevó - Sloboda, Tuzla - Velež, Mostar - Željezničar, Szarajevó Horvátország - Concordia, Zágráb - Dinamo, Zágráb - Građanski, Zágráb - Hajduk, Split - HAŠK, Zágráb - NK Osijek, Eszék - Rijeka, Fiume - Slavija, Eszék Macedónia - Vardar, Szkopje - Pelister, Bitola - Teteks, Tetovo | Montenegró - Budućnost, Podgorica - Sutjeska, Nikšić Szerbia - Crvena Zvezda, Belgrád - Partizan, Belgrád - OFK Beograd, Belgrád - Vojvodina, Újvidék - Radnički, Niš - Jugoslavija, Belgrád - FK Priština, Pristina - Spartak Subotica, Nenad Savić - Proleter, Nagybecskerek Szlovénia - Olimpija, Ljubljana - NK Maribor, Maribor |

## Utód-bajnokságok
Az 1990-1991-es jugoszláv bajnokság volt az utolsó olyan bajnokság, amelyben valamennyi tagköztársaság csapata részt vett. Az ország felbomlása a bajnokság széthullását is jelentette egyben, s ennek következtében számos új, kisebb liga született.

### Szlovénia és Horvátország kilépése
1991 júniusában Szlovénia, majd ugyanezen év októberében Horvátország is kikiáltotta függetlenségét.
Ez azt jelentette, hogy labdarúgó-szövetségeik függetlenítették magukat a Jugoszláv Labdarúgó-szövetségtől, s saját, önálló bajnokságot szerveztek.
A PrvaLiga Telekom Slovenije 1991 év végén kezdte meg működését, míg a horvát 'Prva HNL 1992-ben. A horvát függetlenségi háború miatt, a bajnokságot csak az 1992-es naptári évben rendezték, 1992 februárja és júniusa között. Mindkét bajnokság azóta felnőttkorába lépett.

### Az 1991-1992-es bajnokság
Az 1991-92-es bajnokság volt az utolsó a Jugoszláv Szocialista Szövetségi Köztársaság történetében.
Mindezek ellenére Szlovénia és Horvátország csapatai már nem vettek részt e megmérettetésben.
A másik 4 tagköztársaságból minden csapat részt vett, de a boszniai háború kitörésével, a bosnyák csapatok nem fejezték be a bajnokságot.
A szarajevói Željezničar mindössze 17 fordulót tudott lejátszani a 33-ból, míg a Sloboda Tuzla és a Velež Mostar közel állt a bajnokság befejezéséhez.
Mindenesetre a mérkőzések többségét a tervek szerint lejátszották, s a belgrádi Crvena Zvezda nyerte meg az utolsó jugoszláv bajnokságot.

### Macedónia és a Jugoszláv Szövetségi Köztársaság
Az 1991-1992-es bajnokságot követően a macedón csapatok sem vettek többé részt a jugoszláv-bajnokságban, hanem a új, saját országuk által indított ligában versenyeztek.
Az 1992-1993-as bajnokságban a boszniai klubok sem szerepeltek már a háború miatt, kivéve a Banja Luka-i Boracot (a legerősebb boszniai szerb csapat akkortájt), amely átmenetileg Belgrádba tette át székhelyét és az újonnan alakult szerbiai és montenegrói csapatokból álló Jugoszláv Szövetségi Köztársaság bajnokságának tagja lett.
A liga a 2002-2003-as szezonig tartotta meg ezen elnevezését, amikor is az ország megváltoztatta elnevezését, s így a bajnokság új neve Szerbia és Montenegró bajnoksága lett.
2006 júniusában Montenegró békés módon kivált az államalakulatból, így a 2006-2007-es bajnokságot követően a montenegrói csapatok is önálló bajnokságot szerveztek a maguk számára.
Az utód-bajnokságban immáron csak szerb csapatok maradtak, s a liga elnevezése a Szerb Superliga lett.

### Bosznia-Hercegovina
A boszniai labdarúgás helyzete volt a legkritikusabb mind közül.
Az 1992-es polgárháború kitörését követően, amely 1992 nyarára vérbe borította az egész országot, képtelenség volt bármi fajta bajnokságot szervezni, így az 1992-1993-as szezon elmaradt.
1993 végére az ország egyes részeiben bajnokságokat szerveztek, de ahogyan az ország, úgy a labdarúgás is megosztott volt az etnikai vonalak mentén. 1993-ban a boszniai horvátok bajnokságot szerveztek, de ebben csak boszniai horvát csapatok versenyeztek.
A bosnyáknál, egy rövid 1994-es fél-szezont leszámítva, amit a Čelik Zenica nyert meg, az 1995-96-os szezonban indult meg az igazi labdarúgó-bajnokság.
A boszniai szerbek ugyanebben az évben saját, önálló ligát szerveztek.
Ez a megosztottság, azaz 3 különböző liga megléte egy országban, egészen 2000-ig állt fenn.
2000 őszén az UEFA útjára indított egy bajnokságot, a Premijer Liga BiH-ot, amelyben immáron már horvát csapatok is szerepeltek a bosnyákok mellett. A szerb klubok nem kívántak részt venni ebben a bajnokságban, így továbbra is fenntartották saját ligájukat.
Az UEFA nyomására a 2002-2003-as bajnoksághoz a szerb csapatok is csatlakoztak, így mára az immáron egységes Premijer Liga BiH lett Bosznia és Hercegovina legmagasabb osztályú labdarúgó-megmérettetése.
A korábbi etnikai megosztottságú bajnokságok megmaradtak, azonban immáron másodosztályú bajnokságokként. Két másodosztályú liga létezik, egy a horvát és bosnyák csapatok számára, és egy a szerb csapatok számára. Ezen másodosztályú bajnokságokból lehet felkerülni a Premijer Liga BiH-be, illetve ide esnek ki az első-osztályból búcsúzó csapatok.

### A mai utód-ligák
- Bosznia-Hercegovina - Premijer Liga BiH (2000 óta)
- Horvátország - Prva HNL (1992 óta)
- Macedónia - Makedonska Prva Liga (1992 óta)
- Montenegró - Prva crnogorska fudbalska liga (2006 óta; 1992 és 2006 között Szerbiával közös ligában szerepeltek a montenegrói csapatok)
- Szerbia - Superliga Srbije (1992 óta, 1992 és 2006 között montenegrói csapatok is szerepeltek benne)
- Szlovénia - PrvaLiga Telekom Slovenije (1991 óta)

## Jugoszláv Szövetségi Köztársaság bajnoksága(1992-2002)

### Bajnokok és gólkirályok
A Jugoszláv Szövetségi Köztársaságban szerb és montenegrói csapatok szerepeltek. A liga elnevezése az államalakulat 2003 márciusi, Szerbia és Montenegró átnevezéséig maradt fenn.
| Szezon  | Bajnok            | Ezüstérmes        | Bronzérmes        | Gólkirály(ok)                                              | Gólok száma |
| ------- | ----------------- | ----------------- | ----------------- | ---------------------------------------------------------- | ----------- |
| 1992–93 | Partizan Belgrade | Crvena Zvezda     | Vojvodina         | Anto Drobnjak (Crvena Zvezda) Vesko Mihajlović (Vojvodina) | 22          |
| 1993–94 | Partizan Belgrade | Crvena Zvezda     | Vojvodina         | Savo Milošević (Partizan Belgrade)                         | 21          |
| 1994–95 | Crvena Zvezda     | Partizan Belgrade | Vojvodina         | Savo Milošević (Partizan Belgrade)                         | 30          |
| 1995–96 | Partizan Belgrade | Crvena Zvezda     | Vojvodina         | Vojislav Budimirović (Čukarički)                           | 23          |
| 1996–97 | Partizan Belgrade | Crvena Zvezda     | Vojvodina         | Zoran Jovičić ( Crvena Zvezda)                             | 21          |
| 1997–98 | Obilić            | Crvena Zvezda     | Partizan Belgrade | Saša Marković ( Crvena Zvezda)                             | 27          |
| 1998–99 | Partizan Belgrade | Obilić            | Crvena Zvezda     | Dejan Osmanović (Hajduk Kula)                              | 16          |
| 1999–00 | Crvena Zvezda     | Partizan Belgrade | Obilić            | Mateja Kežman (Partizan Belgrade)                          | 27          |
| 2000–01 | Crvena Zvezda     | Partizan Belgrade | Obilić            | Petar Divić (OFK Beograd)                                  | 27          |
| 2001–02 | Partizan Belgrade | Crvena Zvezda     | Sartid            | Zoran Đurašković (Mladost Lučani)                          | 27          |